# Rudolf Kochendörffer
Paul Joachim Rudolf Kochendörffer (Berlim, 21 de novembro de 1911 – Dortmund, 23 de agosto de 1980) foi um matemático alemão, que trabalhou com álgebra.

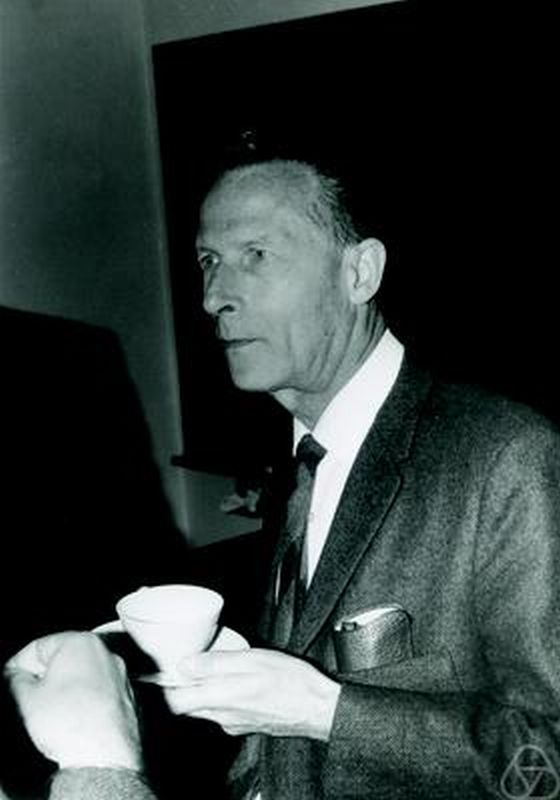
Rudolf Kochendörffer 1971 em Erlangen

## Vida e trabalho
Kochendörffer estudou a partir de 1930 na Universidade de Berlim, onde foi dentre outros alunos de Ludwig Bieberbach, Issai Schur e Erhard Schmidt, e onde obteve em 1936 um doutorado, com a tese Untersuchungen über eine Vermutung von W. Burnside (Investigações sobre uma conjectura por W. Burnside). Em 1938/9 foi assistente na Universidade de Göttingen.
Em 1947 obteve a habilitação em Berlim, onde foi a partir de 1946 Oberassistent e depois Privatdozent. Em 1948 foi Dozent e a partir de 1949 Professor em Greifswald. A partir de 1950 foi Professor em Rostock, onde foi de 1951 a 1954 decano e de 1956 a 1960 pro-reitor. Foi de 1964 a 1966 professor visitante na Universidade de Adelaide. Em 1967 não retornou para a Alemanha Oriental após uma viagem internacional. Em 1968 foi Professor na Universidade de Mainz e a partir de 1970 na Universidade Técnica de Dortmund, onde aposentou-se em 1977.

## Obras
- Einführung in die Algebra (= Hochschulbücher für Mathematik. Volume 18). Deutscher Verlag der Wissenschaften, Berlim 1955. 4.ª Edição 1974, tradução para o inglês Groningen, Wolters Noordhoff, 1972.
- Determinanten und Matrizen. Berlim 1957, 5.ª Edição Leipzig 1967, Stuttgart 1970.
- On supplements of finite groups. Groningen 1963.
- Lehrbuch der Gruppentheorie unter besonderer Berücksichtigung der endlichen Gruppen. Leipzig 1966, em inglês Group Theory, McGraw Hill 1970.